# Вонігове
Вонігове́ — село в Буштинській селищній громаді Тячівського району Закарпатської області України. Населення становить 2670 особи (станом на 2023 рік). Село розташоване на південному заході Тячівського району.

## Географія
| Клімат Вонігового       | Клімат Вонігового | Клімат Вонігового | Клімат Вонігового | Клімат Вонігового | Клімат Вонігового | Клімат Вонігового | Клімат Вонігового | Клімат Вонігового | Клімат Вонігового | Клімат Вонігового | Клімат Вонігового | Клімат Вонігового | Клімат Вонігового |
| Показник                | Січ.              | Лют.              | Бер.              | Квіт.             | Трав.             | Черв.             | Лип.              | Серп.             | Вер.              | Жовт.             | Лист.             | Груд.             | Рік               |
| Середній максимум, °C   | 0,4               | 2,6               | 8,7               | 15,3              | 20,5              | 23,3              | 25,0              | 24,6              | 20,7              | 15,0              | 7,5               | 2,3               | 13,8              |
| Середня температура, °C | −3,1              | −0,9              | 4,1               | 9,9               | 14,7              | 17,7              | 19,2              | 18,8              | 15,1              | 9,7               | 4,1               | −0,5              | 9,1               |
| Середній мінімум, °C    | −6,5              | −4,4              | −0,4              | 4,5               | 9,0               | 12,1              | 13,5              | 13,0              | 9,5               | 4,5               | 0,7               | −3,3              | 4,40              |
| Норма опадів, мм        | 50                | 44                | 43                | 54                | 77                | 98                | 84                | 75                | 49                | 45                | 54                | 66                | 739               |
| ----------------------- | ----------------- | ----------------- | ----------------- | ----------------- | ----------------- | ----------------- | ----------------- | ----------------- | ----------------- | ----------------- | ----------------- | ----------------- | ----------------- |
| Джерело:                |                   |                   |                   |                   |                   |                   |                   |                   |                   |                   |                   |                   |                   |

## Історія
Назва походить від прізвища Вайнагій.
Вонігове вперше згадується в письмових джерелах за 1389 рік, коли ним володів Хустський замок.
З 18 ст. зберігся стародавній будинок «Палата» родини Кьолчеї.

## Храми
у 19 ст. діяла синагога.
Церква св. великомучениці Варвари. 1931.
Щоб спорудити православну церкву, купили дерево з розібраної хати і ще додали трохи дерева. Церкву почали будувати при головній дорозі, біля школи, у 1926-1927 роках, а організував та очолив будівництво монах Тереблянського монастиря Вікентій (Василь Орос) Коробове склепіння й, очевидно, дахи зробив місцевий майстер Василь Демко.
У північно-західному куті двору поставили одноярусну каркасну дзвіницю з двома дзвонами. Церква перестала діяти після 1945 р. Близько 1960 р. споруду пошкодила блискавка.
Згідно з документами, церкву зняли з реєстрації 22 листопада 1960 р., а в 1961 р. її розібрали і дерево продали Олені Поп та Василю Добопгу.
Церква Св. Трійці. 1912.
У 1751 р. в селі була церква “деревяна з вежою, шинґлями крита, у добром состояню, не знати от кого благословлена. Образами слабо украшена… Книги церковні всі. Звони два… Замок желізний. Посвященна св. Николаю…” Очевидно, це була церква, збудована в стилі “готики Потисся”. Споруда, що стояла на місці теперішнього двору М. Д. Лучка, згоріла на початку XX століття, а місце престолу позначене камінням та трьома горіхами. Службу правили під великим навісом у Поповича та в хаті Петра Думинця аж до спорудження теперішньої мурованої церкви, яка належить до кращих мурованих храмів початку XX століття. Всі фасади храму декоративно членуються по вертикалі контрфорсами й видовженими вікнами. Східну частину нави перетинає трансепт, стіни якого оздоблено потрійними вікнами. Гарно вирішено вежу з гострим шпилем і чотирма маленькими шпилями.
За спогадами М. М. Ляшка (1919 р. н.), М. В. Бенци (1909 р. н.), М. В. Цеха (1924 р. н.), кошти на спорудження церкви збирали в США уповноважені для цього М. Ляшко, М. Бокшай, О. Вайнагій, П. Думинець, а М. Величканич здійснив аж три поїздки і привіз, крім грошей, образ Пречистої Богородиці. Степан Рак збирав кошти в українських селах Румунії.
Розповідають, що план церкви також привезли з Америки. Церква справді схожа на американські псевдоготичні храми. Землю для церкви громада купила в єврейської сім’ї.
Напис при вході повідомляє, що храм збудували в 1912 р., а ремонт і малювання інтер’єра зроблено в 1973 р., коли у храмі служив ієромонах Кирнак (Росоха) і кураторами були І. І. Поп, Ю. П. Рак, М. М. Ляшко, М. Ю. Гісем та інші. Стіни церкви штукатурили в 1932 р. Іконостас роботи І. Павлишинця 1957 – 1958 років передано з Руського Поля на початку 1980-х років із тоді закритої греко-католицької церкви.
З трьох дзвонів, відлитих Р. Герольдом у Хомутові в 1923 та 1924 роках, найбільший подарували Петро Іляшко, його батько Василь та мати Марія Стан, а два менші були виготовлені для православної церкви, збудованої в 1926 – 1927 роках.
12 лютого 1939 року відбулись вибори до Сойму Карпатської України, на яких абсолютну більшість голосів виборців (близько 92,4 %) здобули кандидати Українського Національного Об'єднання. У Воніговому, який належав до округи «Тячів», за УНО проголосували 707 виборців.[джерело?]

## Населення
Станом на 1989 рік у селі проживали 2419 осіб, серед них — 1203 чоловіки і 1216 жінок.
За даними перепису населення 2001 року у селі проживали 2654 особи. Рідною мовою назвали:
| Мова       | Кількість осіб | Відсоток |
| ---------- | -------------- | -------- |
| українська | 2625           | 98,91 %  |
| російська  | 27             | 1,02 %   |
| угорська   | 2              | 0,08 %   |

## Політика
Голова сільської ради — Олаг Юрій Петрович, 1962 року народження, вперше обраний у 2010 році. Інтереси громади представляють 14 депутатів сільської ради:
| Партія        | Кількість депутатів | Відсоток |
| ------------- | ------------------- | -------- |
| Самовисування | 14                  | 100,00 % |

На виборах у селі Вонігове працює окрема виборча дільниця, розташована в приміщенні школи. Результати виборів:
- Парламентські вибори 2002: зареєстровано 1642 виборці, явка 77,47 %, найбільше голосів віддано за Блок Віктора Ющенка «Наша Україна» — 44,18 %, за блок «За єдину Україну!» проголосували 20,20 %, за Соціал-демократичну партію України — 13,68 %. В одномандатному окрузі найбільше голосів отримав Михайло Сятиня (самовисування) — 21,70 %, за Володимира Сливку (самовисування) проголосували 19,89 %, за Василя Лінтура — 16,75 %[10].
- Вибори Президента України 2004 (перший тур): 1037 виборців взяли участь у голосуванні, з них за Віктора Януковича — 47,64 %, за Віктора Ющенка — 35,49 %, за Петра Симоненка — 3,47 %[11].
- Вибори Президента України 2004 (другий тур): 1092 виборці взяли участь у голосуванні, з них за Віктора Януковича — 51,47 %, за Віктора Ющенка — 39,93 %[12].
- Вибори Президента України 2004 (третій тур): зареєстровано 1062 виборці, явка 59,83 %, з них за Віктора Ющенка — 57,72 %, за Віктора Януковича — 36,06 %[13].
- Парламентські вибори 2006: зареєстровано 1784 виборці, явка 67,54 %, найбільше голосів віддано за Партію регіонів — 30,12 %, за блок Наша Україна — 22,82 %, за Блок Юлії Тимошенко — 17,26 %[14].
- Парламентські вибори 2007: зареєстровано 1818 виборців, явка 50,00 %, найбільше голосів віддано за Партію регіонів — 28,38 % за Блок Юлії Тимошенко — 27,28 %, за блок Наша Україна — Народна самооборона — 26,18 %[15].
- Вибори Президента України 2010 (перший тур): зареєстровано 1847 виборців, явка 61,29 %, найбільше голосів віддано за Віктора Януковича — 35,87 %, за Юлію Тимошенко — 19,26 %, за Арсенія Яценюка — 12,63 %[16].
- Вибори Президента України 2010 (другий тур): зареєстровано 1852 виборці, явка 58,69 %, з них за Віктора Януковича — 47,47 %, за Юлію Тимошенко — 45,26 %[17].
- Парламентські вибори 2012: зареєстровано 1817 виборців, явка 44,74 %, найбільше голосів віддано за «УДАР» — 31,86 %, за Партію регіонів — 25,09 % та Всеукраїнське об'єднання «Батьківщина» — 18,70 %.[18] В одномандатному окрузі найбільше голосів отримав Степан Деркач (Партія регіонів) — 46,27 %, за Василя Лазоришинця (УДАР ) проголосували 22,25 %, за Павла Балогу (Єдиний Центр) — 17,75 %[19].
- Вибори Президента України 2014: зареєстровано 1815 виборців, явка 44,63 %, з них за Петра Порошенка — 59,75 %, за Олега Ляшка — 13,33 %, за Юлію Тимошенко — 11,73 %[20].
- Парламентські вибори в Україні 2014: зареєстровано 1815 виборців, явка 33,99 %, найбільше голосів віддано за «Народний фронт» — 28,53 %, за Блок Петра Порошенка — 25,28 % та Радикальну партію Олега Ляшка — 9,72 %.[21] В одномандатному окрузі найбільше голосів отримав Павло Балога (самовисування) — 39,87 %, за Василя Сабадоша (Народний фронт) проголосували 20,75 %, за Михайла Мондича (Радикальна партія Олега Ляшка) — 10,53 %[22].

## Транспорт
Через село проходить автомобільний шлях територіального значення Т 0720 Міжгір'я—Буштино.[джерело?]

## Спорт
У селі є власна футбольна команда, яка здобула золоті нагороди на чемпіонаті Тячівського району у 2015 році.[джерело?]

## Відомі люди
У 1937 році до села священиком був призначений Юрій Станинець — український письменник та громадський діяч, депутат Сойму Карпатської України, член Національної спілки письменників України.[джерело?]

### Народилися
- Григора Іван Михайлович — український вчений-ботанік, геоботанік. Досліджував різні типи рослинності України, їх зміни під впливом гідромеліорацій та інших факторів. Розвивав новий напрям болотознавства в Україні — лісове болотознавство, вивчав види торфу і торфові поклади, їх зміни під впливом сільськогосподарського використання.

## Туристичні місця
- З 18 ст. зберігся стародавній будинок «Палата» родини Кьолчеї
- у 19 ст. діяла синагога.
- храм св. великомучениці Варвари. 1931.
- храм Св. Трійці. 1912.